# Thuốc ức chế men chuyển và kết hợp thiazide
Một chất ức chế men chuyển và kết hợp thiazide là một sự kết hợp thuốc được sử dụng để điều trị tăng huyết áp. Chúng được dùng bằng đường uống.

## Ví dụ
- Enalapril/hydrochlorothiazide (tên thương mại Enalapril comp), trong đó enalapril là chất ức chế men chuyển và hydrochlorothiazide là thiazide.
- Quinapril/hydrochlorothiazide (tên thương mại Accuretic) [1]
- Lisinopril/hydrochlorothiazide được bán trên thị trường dưới dạng Prinzide,[2] Zestoretic,[3] và nhiều loại khác.

### Fosinopril/hydrochlorothiazide
Fosinopril/hydrochlorothiazide (tên thương mại Monopril HCT) có một cảnh báo đóng hộp về nguy cơ gây bệnh và tử vong ở em bé khi được sử dụng trong thai kỳ (tam cá nguyệt thứ 2 và thứ 3).
FDA đã sửa đổi nhãn của mình vào tháng 2 năm 2009 để bao gồm biện pháp phòng ngừa tương tác thuốc với vàng. "Phản ứng nitritoid (triệu chứng bao gồm đỏ bừng mặt, buồn nôn, nôn và hạ huyết áp) hiếm khi được báo cáo ở những bệnh nhân đang điều trị bằng vàng tiêm (natri aurothiomalate) và điều trị ức chế men chuyển đồng thời bao gồm Monopril/Monopril HCT." 